# Dash & Strike
Dash & Strike é um single de Hironobu Kageyama. Foi lançado em 28 de junho de 2019 pela INSPION Records.

## Produção
A música foi composta para ser o tema do jogo Hardcore Mecha, e foi lançada de forma digital como parte da trilha sonora do jogo disponível para assinantes da Steam que o tinham adquirido; além de estar em plataformas de streaming.
A composição é de Daisuke Kurosawa, que já trabalhou na trilha de vários jogos da Konami, além das trilhas sonoras de Boruto e Shadowverse. Já a produção ficou com Takeshi Kuramochi, que trabalhou em jogos como Final Fantasy VII Remake.

## Faixas
| N.º            | Título          | Letras             | Música           | Arranjo        | Duração |  |
| 1.             | "Dash & Strike" | INSPION Sound Team | Daisuke Kurosawa | D. Kurosawa    | 3:45    |  |
| Duração total: | Duração total:  | Duração total:     | Duração total:   | Duração total: | 3:45    |  |